# Khász város
A khász városok közigazgatási egységek voltak az Oszmán Birodalomban. Olyan települések kaphattak ilyen rangot, amelyek évi jövedelme meghaladta a 100 000 akcsét. Ezáltal különböző, kiváltságos előnyöket élvezhettek, lévén hogy a szultán fennhatósága alá tartozó városként kezelték őket.
A várost nem igazgatta közvetlenül egy kiküldött török tisztségviselő sem. A települések a kirótt adót önállóan szedték be, és azt küldöttük vitte el a vilajet központba. Magyar rendtartás szerint, saját maguk intézték belügyeiket és szolgáltattak igazságot, önállóan gazdálkodtak a befizetett adón felül megmaradó bevételeikkel.
A városok lakossága elsősorban mezőgazdasági tevékenységből, marhatartásból- és kereskedelemből (tőzsérek) élt, amely a korszakban Magyarországon (és Kelet-Európában) rövid távon a legjövedelmezőbb tevékenység volt. Népességük általában gyarapodott, köszönhetően annak, hogy a kettős adóztatás elől gyakran áramlott a parasztok tömege a khász városokba. Később, a török hódoltság utáni időkben ezekből lettek a mezővárosok, a szűkebb régiók kulturális és szellemi központjai.
Khász városok voltak:
- A Háromváros, vagyis
  - Cegléd
  - Kecskemét
  - Nagykőrös
- Csongrád[1]
- Dévaványa
- Jászberény
- Kiskunhalas
- Kunszentmiklós
- Makó
- Mezőtúr[2]
- Szeged
- Gyöngyös